# Liposthey
Liposthey é uma comuna francesa na região administrativa da Nova Aquitânia, no departamento Landes. Estende-se por uma área de 23,23 km². Em 2010 a comuna tinha 549 habitantes (densidade: 23,6 hab./km²).